# Ilha Saunders (Malvinas)

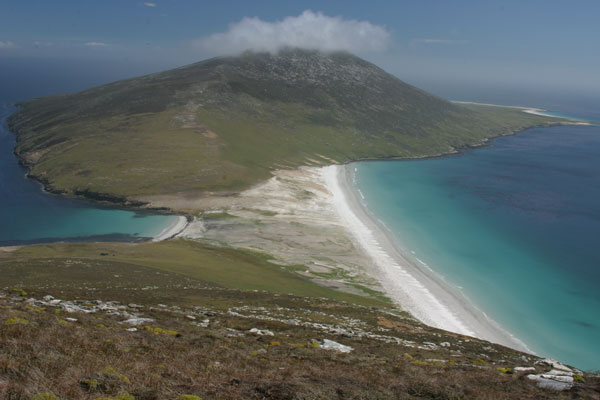
Ilha Saunders

A ilha Saunders (em espanhol: Isla Trinidad) é a quarto maior das ilhas Malvinas, situada a noroeste da Malvina Ocidental. Na ilha hoje há uma fazenda de ovelhas.
A ilha tem uma área de 131,6 quilômetros quadrados e um litoral de 106,8 quilômetros de extensão. É composta por três penínsulas ligados por gargantas estreitas, e tem três grandes áreas de terras altas. O ponto mais alto, o Monte Richards, possui 457 metros de altura.